# Mine Brook (dopływ River John)
Mine Brook – strumień (brook) w kanadyjskiej prowincji Nowa Szkocja, w hrabstwie Pictou, płynący w kierunku zachodnim i uchodzący do River John; nazwa urzędowo zatwierdzona 5 stycznia 1945.